# Erol Özkaraca

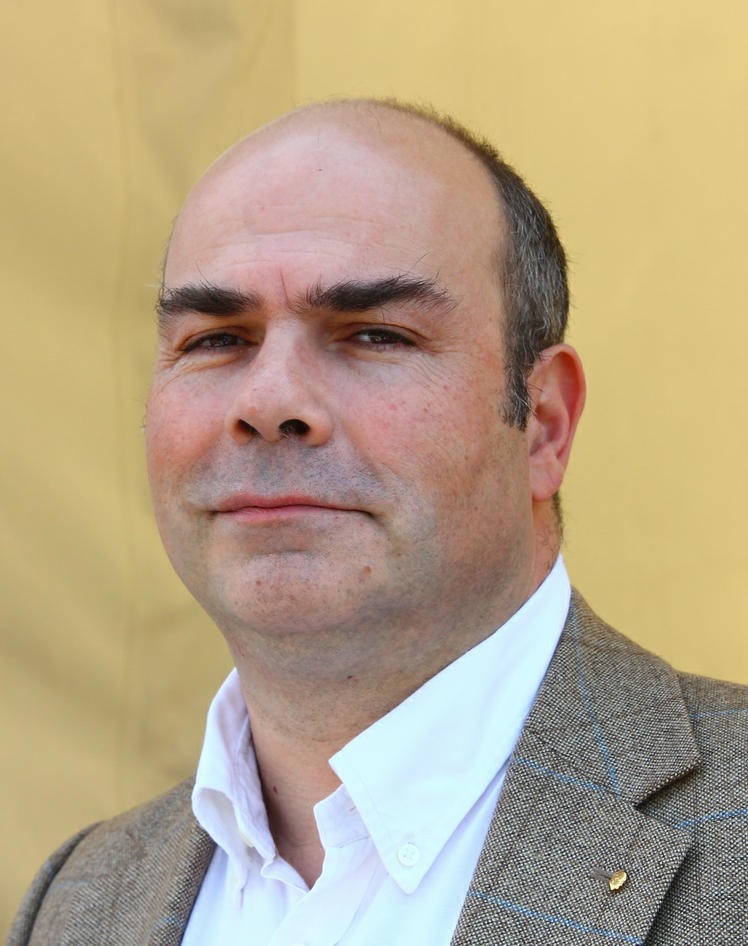
Erol Özkaraca (2011)

Erol Özkaraca (gesprochen: Öskáradscha; * 30. Oktober 1963 in Hamburg) war von 2011 bis 2016 Mitglied des Abgeordnetenhauses von Berlin. Er war über zwei Jahrzehnte Mitglied der SPD.

## Ausbildung und Beruf
Erol Özkaraca studierte Jura an der Freien Universität Berlin mit Referendariat von 1999 bis 2002. Anschließend war er bis 2006 als Rechtsanwalt in einer internationalen Kanzlei tätig, danach in eigener Kanzlei.

## Politik
Er trat 1994 in die SPD ein. Bei der Wahl zum Berliner Abgeordnetenhaus 2011 erhielt er ein Mandat über die Bezirksliste in Neukölln. Bei der Wahl zum Berliner Abgeordnetenhaus am 18. September 2016 trat er erneut für die SPD an, konnte sein Mandat aber nicht verteidigen.
Özkaraca galt innerhalb der SPD als vehementer Kritiker des politischen Islams. Als Reaktion auf einen Auftritt des Berliner Regierenden Bürgermeisters Michael Müller bei einer Friedensdemonstration auf dem Breitscheidplatz am 16. März 2017 zum Gedenken an den islamistischen Terroranschlag vom 19. Dezember 2016, bei der auch Vereine beteiligt waren, die vom Verfassungsschutz wegen islamistischer Tendenzen beobachtet werden, trat Özkaraca drei Tage später aus der SPD aus.
Özkaraca veröffentlichte drei Texte auf der Website Achse des Guten. Inzwischen schreibt er auch für das Cicero-Magazin, wo er am 6. Juli 2021 Kritik an Franziska Giffey übte.